# Linda Lappe
Linda Marie Lappe (26 de fevereiro de 1980) é uma treinadora de basquete universitário americano que mais recentemente foi treinadora de basquete feminino no Colorado.

## Infância e educação
Nascida em Burlington, Iowa, Lappe cresceu na vizinha Morning Sun e frequentou a Winfield-Mt. Escola Secundária da União em Winfield.
Como um calouro no Colorado em 1998-99, jogando sob o comando do técnico Ceal Barry, Lappe liderou a equipe na pontuação com 10,7 pontos por jogo. Ela "redshirtou" a próxima temporada devido ao fato de ferir sua patela durante a abertura da casa. Lappe retornou em 2000-2001 como um sophomore redshirt com média de 7,0 pontos e 2,9 rebotes em 30 jogos (seis partidas).
Como júnior em 2001-02, Lappe jogou 22 jogos e obteve uma média de 4,6 pontos e 2,9 pontos, após perder os 11 primeiros jogos devido a uma cirurgia no tornozelo. Em sua temporada sênior de 2002–03, Lappe iniciou 31 dos 32 jogos e obteve média de 8,4 pontos e 4,4 rebotes.

## Carreira de coaching
Lappe começou sua carreira como instrutora em Iowa como assistente na Drake University, cargo que ocupou de 2003 a 2006. Depois de uma temporada como assistente no Colorado State, Lappe foi treinador na Divisão II do Metrô de 2007 a 2010.
Em seis temporadas no Colorado, ela compilou um recorde de 104-85 e guiou os Buffaloes para o Torneio de Basquetebol I Divisão Feminina NCAA 2013 e para o WNIT em 3 outras temporadas. Após uma temporada de 7 a 23 em 2015-16, Lappe renunciou.  
Em 18 de outubro de 2016, a Universidade de São Francisco contratou Lappe como treinador associado de basquete feminino.